# Fiodor Vrontchenko
Le baron Fiodor Pavlovitch Vrontchenko (en russe : Фёдор Павлович Вронченко), né en 1780 à Kopys, région de Moguilev, décédé le 6 avril 1852 à Saint-Pétersbourg, est un homme politique russe. Il est ministre des Finances du 1er mai 1844 au 6 avril 1852, et membre du Conseil d'État (1845).
Fidèle aux idéaux réactionnaires du tsar Nicolas Ier, il lutte pour maintenir, tout au long de son parcours politique, le système financier et fiscal issu du siècle précédent, en dépit de toutes les lacunes de ce dernier : les impôts élevés sur la paysannerie, les dépenses improductives et les déficits budgétaires ont été les trois grandes constantes de sa gestion des finances impériales. En pratique, il ne fut qu'un ministre d'apparat, dans la mesure où c'est le tsar Nicolas Ier qui prenait personnellement la plupart des décisions concernant le budget de l’État russe.
Son frère, un explorateur, écrivain, poète-traducteur et scientifique renommé, est l'un des membres fondateurs de la Société russe de géographie.

## Biographie

### Jeunesse
Fiodor Vrontchenko naquit en 1779 à Kopys, dans la région de Moguilev. Il est le fils de Pavel Kouzmitch Vrontchenko (1760-1849), lui-même descendant d'une famille appauvrie de la noblesse ukrainienne, ayant migré sur les terres biélorusses. Il n'existe aucune information fiable au sujet de sa mère. 
Il étudie à la faculté de droit de l’Université de Moscou, entre 1797 et 1801. Il s'y distingue par sa diligence, sa politesse ainsi que le respect dont il témoigne à l'égard des figures d'autorité. Il y développe une capacité à s'exprimer élégamment, à l'écrit comme à l'oral. Loin de se limiter à l'étude du droit, il découvre également l’histoire, l’économie et les langues étrangères. Il aspirait à une carrière militaire, ce qui le conduisit à entrer dans le bataillon de l’Université de Moscou, où il atteignit le grade d'officier.

### Entrée dans la fonction publique
Il est assigné de 1801 à 1805 dans le bureau de Nikolai Novossiltsev. À la même période, de décembre 1802 à septembre 1805, il était également membre de la Société libre des amateurs de littérature, de sciences et d’arts. En 1805, avec l'ouverture des hostilités face aux armées de Napoléon Ier, il entre dans la suite du tsar Alexandre Ier en tant que secrétaire. Il y rédige principalement des documents en lien avec les affaires militaires. En 1809, il fut nommé au ministère des finances. Il a également été brièvement nommé au ministère de l’Intérieur, dirigé par Viktor Kotchoubeï. En 1820, il réintègre le ministère des finances et est nommé à la tête de sa troisième division, qui devient en 1824 le bureau spécial du crédit. Il se lie ensuite d'amitié avec le ministre des finances Georges Cancrin. Au cours de sa longue carrière au sein du ministère des finances, il ne se démarque pas particulièrement. Il est un fonctionnaire prudent, a des manières courtoises, sa compagnie est agréable.
Le comte Cancrin étant tombé malade, il est renvoyé de son poste de ministre des finances, et Vrontchenko est nommé par le tsar Nicolas Ier pour lui succéder. Vrontchenko se montre conservateur, et poursuit la politique de son prédécesseur. Par ailleurs, il est clair que la véritable gestion des finances de l’Empire n'est pas tant assurée par lui que par le tsar.
En 1849, en récompense de ses services, il accède à la noblesse héréditaire, obtient la dignité de comte et le droit de posséder des armoiries.

### Ministre des Finances de l'Empire russe
Après la démission de Cancrin, la cour s’attendait à ce que soit nommé à sa place un financier habile et expérimenté, à l'image d'Alexandre Kniajevitch. Celui-ci avait été un ami de Cancrin pendant près de trente ans, et disposait en outre d'une solide réputation en tant qu'homme d'affaires. Cependant, les intrigues de la magistrature et du ministère de la justice, accompagnées de calomnies et de rumeurs au sujet de prétendus pots-de-vin qu'il aurait perçu, l'ont finalement écarté au profit de Vrontchenko.
Le bilan de Vrontchenko est vu sous un regard particulièrement critique, puisqu'il n’a pris aucune mesure pour améliorer l’état du système de crédit ou la situation commerciale du pays. En particulier, il n'accorda que peu d'attention à l’agriculture, qui était pourtant l'unique moyen de subsistance de la très grande majorité de la population de l'Empire. Les mauvaises récoltes de 1844, 1845 et 1847 causèrent l’appauvrissement des populations rurales et augmentèrent les arriérés et les faillites, sans susciter pour autant la moindre réaction de la part du ministère des finances. De même, aucune attention n’a été accordée aux investissements publics dans les grandes infrastructures, à l'exception de quelques voies de chemin de fer.
Vrontchenko n’a pris aucune mesure spéciale pour améliorer la situation du crédit. Il n’existait pas à l'époque d'établissements privés de crédit, et l’État devait se substituer à eux, ce qui le plaça dans une situation structurellement déficitaire. Les revenus et les dépenses de l’État se décomposèrent, pendant son ministère, comme il suit :
| Année                             | 1844 | 1845 | 1846 | 1847 | 1849 | 1850 | 1851 | 1852 |
| --------------------------------- | ---- | ---- | ---- | ---- | ---- | ---- | ---- | ---- |
| Revenus (en millions de roubles)  | 180  | 187  | 184  | 194  | 199  | 202  | 230  | 225  |
| Dépenses (en millions de roubles) | 199  | 216  | 222  | 216  | 231  | 268  | 262  | 259  |

Chaque année, il était nécessaire de couvrir les déficits par des prêts ou par l'introduction de nouvelles taxes. Des prêts furent accordés par des institutions financières étrangères, puis une partie des sommes nécessaires fut prélevée sur les établissements publics de crédit (qui s'effondrèrent entre 1857 et 1859) et enfin, ces ressources ayant été épuisées, il fallut recourir à l’émission de billets du Trésor public. Parfois, afin de cacher ou de réduire les déficits, le ministère des finances comptabilisa certaines dépenses non couvertes sur les années suivantes. Les déficits s'accumulant, du fait de l’augmentation du budget militaire en raison de la guerre du Caucase, du soulèvement de Cracovie et de l'intervention russe dans le cade de la révolution hongroise de 1848, le gouvernement commença en 1847 à prendre des mesures pour réduire la dépense publique, mais ces dernières n'atteignirent pas les résultats espérés.
Dans de telles conditions, une augmentation des prélèvements obligatoires devenait inévitable pour couvrir l’augmentation des dépenses, en plus de l’emprunt. Ainsi, en 1846, le taux de la taxe foncière auxiliaire fut doublé pour les paysans, les bourgeois et les marchands, et comme la fiscalité directe pesant sur les paysans était déjà particulièrement lourde, il restait à se tourner vers l’introduction de nouvelles taxes indirectes, ou vers l’augmentation des taux des anciennes taxes indirectes. Une attention particulière fut accordée aux taxes sur l’alcool. Un système d’accise fut mis en place en 1847, et étendu à certaines provinces privilégiées, où une charte de la consommation d’alcool fut adoptée en 1851. En parallèle, en 1847, la taxe sur le tabac fut augmentée. Enfin, la même année, un droit d’accise fut également introduit sur la production de betteraves et de sucre. Parmi les autres mesures prises par Vrontchenko, il convient de mentionner les révisions douanières de 1850, qui entraînèrent une baisse des droits de douane en application des principes du libre-échange. Dans le même temps, la frontière administrative qui existait alors entre la Russie et la Pologne fut supprimée. 
Les problèmes de fonctionnement du ministère des finances, dont le personnel restait peu qualifié et sujet à la corruption, ainsi que les méthodes de collecte des impôts, ne furent pas abordés par Vrontchenko. Le montant de la dette publique passa ainsi de 299 millions de roubles en 1844 à 400 millions de roubles en 1852, sans compter ni les sommes émises en billets du Trésor public, ni les emprunts auprès des établissements publics de crédit.